# 勧告 (EU)
欧州連合法における勧告（かんこく、英: Recommendation）とは、欧州連合の機能に関する条約第288条に挙げられている、法的拘束力を持たない法の形態の2種類あるものの1つ。
勧告は法的拘束力を持たず、その点では規則、指令、決定とは異なるが、適切な手続にしたがって協議、採択が求められている。ところが法的拘束力を持たないながらも、勧告は政治的な影響力を有している。つまり勧告は、指令が強制力を持っているという点では違いがあるものの、加盟国内に対して必要な法令の制定を企図するという間接的な効果を持っている。